# Bundesfachschaft Landschaft
Die Bundesfachschaft Landschaft (kurz BuFaLa) ist der Zusammenschluss der Fachschaften der Studiengänge für Landespflege, Landschaftsarchitektur, Landschaftsplanung, Garten- und Landschaftsbau und ähnlichen Studienrichtungen in Deutschland, Österreich und der Schweiz. Die alljährliche Zusammenkunft der Bundesfachschaftentagung ist die Studierendenkonferenz Landschaft, kurz LASKO.

## Zusammenschluss
Die Zusammensetzung gründet grundsätzlich auf dem Zusammenschluss der Hochschulen der entsprechenden Studienrichtungen, die bei der Forschungsgesellschaft Landschaftsentwicklung Landschaftsbau als Hochschulkonferenz Landschaft (HKL) gefasst ist.

## Konferenzen

### Studierendenkonferenz Landschaft
Die Studierendenkonferenz Landschaft (kurz LASKO) ist das alljährliche größte Treffen von interessierten Studierenden, insbesondere auch zu fachlichen Belangen. Bei der LASKO werden so maßgeblich auch Inhalte zum individuellen Studium angeboten. Das Angebot erfolgt häufig in Form von Vorträgen, Workshops oder Exkursionen.

### Frühjahrskonferenz
Die Frühjahrskonferenz (kurz FrühKo, seltener FrüKo) ist eine im Frühjahr stattfindende kleinere Ausgabe der LASKO. Ihr Fokus liegt auf dem Stattfinden von Sitzungen des Bundesfachschaftsrates und der Mitgliederversammlung des Vereins.

## Bundesfachschaftsrat Landschaft
Der Bundesfachschaftsrat Landschaft (kurz BFRL) ist das politischere Gremium der Bundesfachschaft Landschaft. Er tagt üblicherweise bis zu vier Mal im Jahr. Die Tagungen finden am Rande der LASKO und der FrühKo sowie zusätzlich als Summersitzung (SuSi) und Wintersitzung (WiSi) statt.
Alle anwesenden Fachschaften bilden dazu eine Delegation, um vertreten zu sein.

## Verein
Die Bundesfachschaft Landschaft verfügt über einen gleichnamigen eingetragenen Verein, der als gemeinnützig anerkannt ist. Pro Jahr hält der Verein mindestens zwei Mitgliederversammlungen ab, jeweils auf der LASKO und der FrühKo.

## Preise
Jährlich wird der Wettbewerb Preis Goldener Büffel ausgerufen, zu dem Studierende Arbeiten, die sie im Zuge ihres Studiums erstellt haben, einreichen können.

## Namensgebung
Spätestens seit 1989 wurde die übliche Bezeichnung „Bundesfachschaftentagung“ nicht mehr als Namensbestandteil verwendet, da bereits Studierenden aus anderen europäischen Ländern teilgenommen hatten. Stattdessen wurde zunächst die Bezeichnung „LAPKO“ (Akronym für Landschaftspflegekonferenz) verwendet, der später in „LASKO“ (Akronym für „Landschaftsarchitekturstudierendenkonferenz“) abgeändert wurde. Mit der Gründung eines eingetragenen Vereins vollzog sich auch ein Bedeutungswechsel: „LASKO“ betitelt nun die Veranstaltung als solche, „Bundesfachschaft Landschaft“ bezeichnet die Institution. Um die Bandbreite der Fächer abzubilden, deren Studiengänge die Bundesfachschaft Landschaft vertritt, wurde die Bezeichnung „Landschaftsarchitekturstudierendenkonferenz“ in „Studierendenkonferenz Landschaft“ unter Beibehaltung der Kurzform „LASKO“ geändert.